# Holzbrücke Fulenbach–Murgenthal

Historisches Luftbild von Werner Friedli/Swissair Photo AG von 1947

Die gedeckte Holzbrücke Fulenbach–Murgenthal führt über die Aare und verbindet  die Solothurner Gemeinde Fulenbach mit der auf der Aargauer Seite des Flusses gelegenen Gemeinde Murgenthal. Die Brücke mit maximal 4,30 m Durchfahrtshöhe überspannt den Fluss in zwei Öffnungen von je 44,40 m Spannweite.

## Bauwerk
Es handelt sich um eine Fachwerkbrücke mit sogenannten Howeträgern, erbaut von Gribi und Herzog aus Burgdorf. Die Baupläne sind online einsehbar im Verzeichnis der Schweizer Holzbrücken (Swiss Timber Bridges). Die am 5. Juli 1863 eröffnete Brücke ist im Inventar historischer Verkehrswege der Schweiz (IVS) als Bauwerk von nationaler Bedeutung aufgeführt, da es sich um eine der ältesten von den nur zwölf noch erhaltenen Howe'schen Brücken in der Schweiz handelt.

## Belastbarkeit
1863 wurde die Brücke für 12 Tonnen Last eröffnet. 1937 wurde die für eine zulässige maximale Breite von 4,85 m gebaute Brücke mit Sprengwerken verstärkt und flussabwärts ein Fussgängersteg von 1,52 m Breite angehängt.
Nach der Sanierung von 1983 betrug die Tragfähigkeit der Brücke 12 Tonnen. Nach einer weiteren Sanierung 2008 wurde im Jahr 2014 aufgrund des Zustands der Brücke eine Beschränkung von max. 3,5 Tonnen Gesamtgewicht pro Fahrzeug gefordert. Bei den Bauern der Umgebung und bei der Feuerwehr sorgt diese Forderung für Unmut. Seit Jahrzehnten wird ausserdem ein weiterer Brückenstandort diskutiert. Im September 2016 haben die vier Anrainergemeinden Boningen, Fulenbach, Wolfwil und Murgenthal entschieden, dass dieser beim Bännli zu liegen kommen sollte.